# Armaturier
Un armaturier (armaturière) ou ferrailleur (ferrailleuse) est un artisan qui positionne et fixe les tiges d'acier, également connues sous le nom de barres d'armature, et les treillis en acier utilisés dans le béton armé sur les projets de construction. Le ferrailleur coupe, plie et attache les barres destinées à renforcer le béton, afin de le rendre résistant à la traction et au cisaillement.

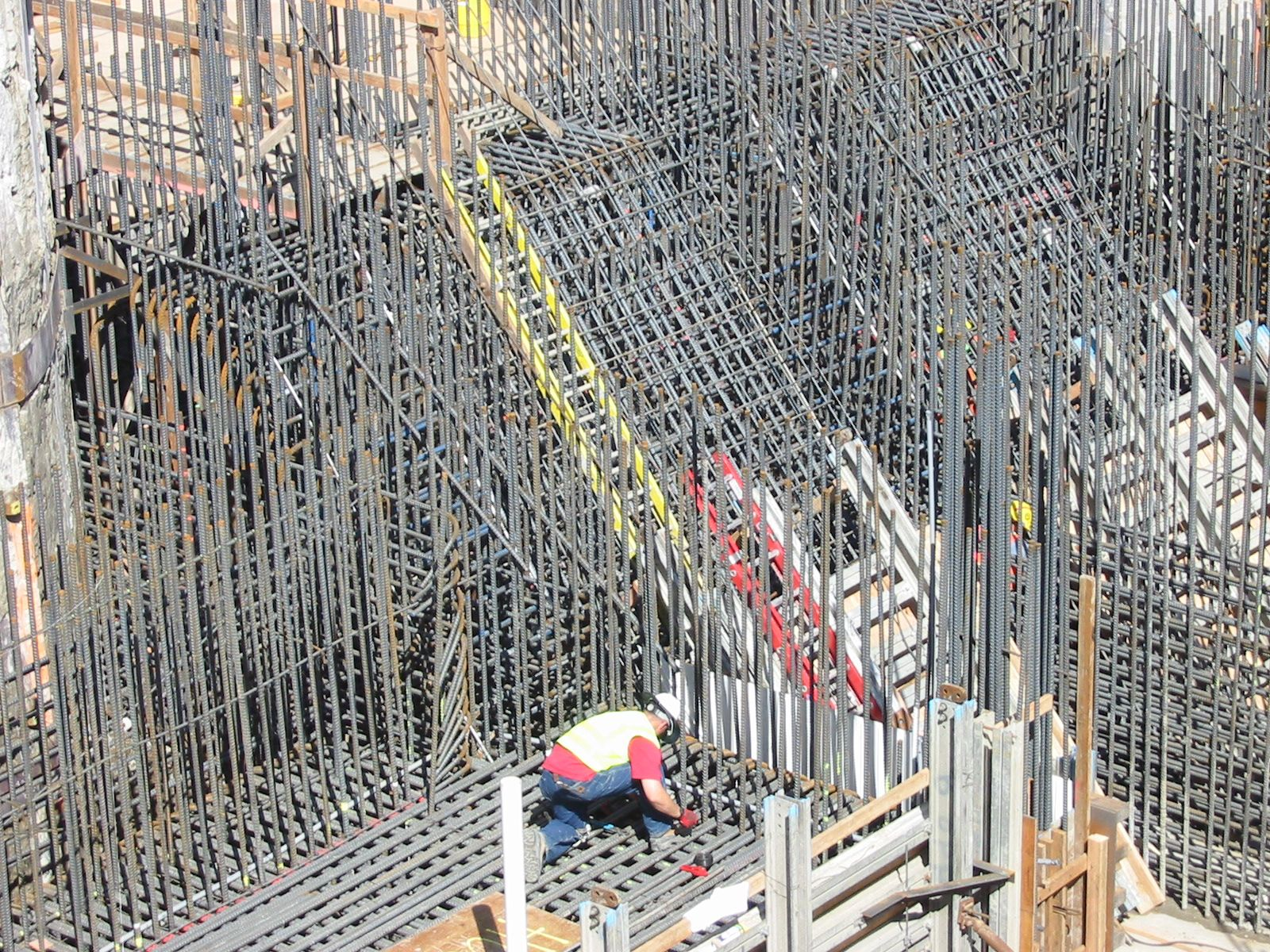
Fixation de renfort pour les fondations et les murs de la station de pompage des eaux usées à Sacramento, Californie

Les travaux consistent à suivre des dessins techniques qui détaillent les types de barre et l'espacement utilisé et à définir les travaux. Les barres d'armature sont liées ensemble avec du fil, qui est coupé à l'aide de pinces ou de ligatureuses électriques. Les ferrailleurs sont également chargés de fixer les étriers et les cadres (chair) qui déterminent la quantité d'enrobage de béton (en).